# Herbert Jasper
Herbert Jasper (27 de julho de 1906 — 11 de março de 1999) foi um neurologista canadense.
Doutorado na Universidade de Iowa e na Universidade de Paris, posteriormente laureado com o Albert Einstein World Award of Science, no ano de 1995.

## Obras
- W. Penfield, H. Jasper: Epilepsy and the Functional Anatomy of the Human Brain. Little, Brown, Boston 1954.
- H. H. Jasper: The ten-twenty electrode system of the International Federation. In: Electroencephalogr Clin Neurophysiol. 10, 1958, S. 371–375.
- H. Gastaut, H. Jasper, J. Bancaud, A. Waltregny (Hrsg.): The Physiopathogenesis of the Epilepsies. C. C. Thomas, Springfield, Illinois 1969.
- H. H. Jasper, A. A. Ward, A. Pope (Hrsg.): Basic mechanisms of the epilepsies. Little, Brown, Boston 1969.
- H. H. Jasper, S. Riggio, P. S. Goldman-Rakic (Hrsg.): Epilepsy and the Functional Anatomy of the Frontal Lobe. (= Advances in Neurology. Vol 66). Raven Press, New York 1995.